# Apiomorpha malleeacola
Apiomorpha malleeacola är en insektsart som beskrevs av Penny J. Gullan 1984. Apiomorpha malleeacola ingår i släktet Apiomorpha och familjen filtsköldlöss. Inga underarter finns listade i Catalogue of Life.